# Onthophagus laevissimus
Onthophagus laevissimus là một loài bọ cánh cứng trong họ Bọ hung (Scarabaeidae).